# Риминальди, Джованни Мария
Джованни Мария Риминальди (итал. Giovanni Maria Riminaldi; 4 октября 1718, Феррара, Папская область — 12 октября 1789, Перуджа, Папская область) — итальянский куриальный кардинал. Кардинал-священник с 14 февраля 1785, с титулом церкви Санта-Мария-дель-Пополо с 11 апреля 1785 по 29 января 1787. Кардинал-священник с титулом церкви Сан-Сильвестро-ин-Капите с 29 января 1787.